# Maltypus fortedentatus
Maltypus fortedentatus es una especie de coleóptero de la familia Cantharidae.

## Distribución geográfica
Habita en Tailandia.